# La mujer que todo hombre quiere
La mujer que todo hombre quiere cuyo título alternativo es The Woman Every Man Wants es una película coproducción de Argentina y Estados Unidos filmada en colores dirigida por Gabriela Tagliavini sobre su propio guion que se estrenó el 13 de diciembre de 2001 y que tuvo como actores principales a Ryan Hurst, Daniela Lunkewitz, Justin Walker y Michelle Anne Johnson. Además de la directora, otros participantes argentinos fueron Iván Wyszogrod, autor de la banda de sonido, Aladino Devert, que hizo la animación y Mariano Díaz, que estuvo a cargo de la escenografía y el vestuario.

## Sinopsis
En un mundo no muy lejano, gobernado por las mujeres, que además son las únicas autorizadas por la ley para tener humanoides cuya  única función es satisfacer sexualmente a sus dueñas, un diseñador de plásticos un joven romántico e inseguro abandonado por su novia intenta reemplazarla con una robot femenina que, conforme su sueño, ajustado por completo al imaginario masculino, cumpla todos sus deseos, sea una perfecta ama de casa y, a la vez, una compañera lúcida, inteligente y buena amante.

## Reparto
Intervinieron en el filme los siguientes intérpretes:
- Ryan Hurst	...	Guy
- Daniela Lunkewitz	...	Mary
- Justin Walker	...	Hiroki
- Michelle Anne Johnson	...	Kellyx
- Pat Brown	...	Greta
- Alexis Arquette	...	Onix
- Nina Minton	...	Boyla
- Ken Lerner	...	Rosen
- Lyle Kanouse	...	Pérez
- Dean Cochran	...	Humanoide masculino
- Heather McClurg	...	Humanoide Pérez
- Samantha Adams	...	Mujer policía #3
- Phil Johnson	...	Maestra
- Zach Hope	...	Pelado
- Susan Slome	...	Mujer terapista
- Kira Reed...	Rubia
- Guadalupe Yepes	...	Mujer sorda
- Peggy Lu	...	Mujer rica
- Suzanne Powell	...	Muchacha amiga
- Logan Mader	...	Joven amigo
- Sally Champlin	...	Señora Presidenta
- Jessica Masserman	...	Chico con Sata Claus
- Carlos Tagliavini	...	Compañero de trabajo
- María Aguilar 	...	Mujer policía
- Ryan Masserman	...	Humanoide pequeño
- Matt Ansara	...	Macho
- Rachel Lewis	...	Humanoide de los ‘90
- Egypt Reale	...	Humanoide #2

## Comentarios de la directora
Contó la directora que concibió el filme partiendo de la idea de la búsqueda inútil de la perfección que en la vida de pareja ocasiona que cada una de las partes intente cambiar a la otra para que cuadre mejor en su ideal imaginado. El título ironiza acerca de la presunta existencia de un modelo de mujer que todos los  hombres quisieran tener y, según la directora, además de la crítica a la sociedad concebida desde el punto de vista masculino encierra otra dirigida a las mujeres que cuando obtienen poder lo ejercen en contra de los hombres. un poco más inteligente y cínico. También explicó la inclusión del tango en el filme porque "Me gusta mucho el tango, porque tiene la poesía de todos los días. Es una poesía de alguien súper sensible y torturado por el amor, que es un poco de lo que trata la película. El protagonista tiene un alma tanguera y la película también."

## Críticas
Ramiro Villani en el sitio web cineismo.com escribió:

"Gabriela Tagliavini no está en contra del feminismo, sino a favor de la igualdad que el amor puede proporcionar...la película intenta alejarse de la formalidad. Vestuario ridículo, personajes caricaturescos, colores vivos y fuertes y una música funcional utilizada al estilo de los dibujos animados de Disney moldean un tono de extremada liviandad. No hay denuncia, casi no hay mensaje explícito y los síntomas del viejo cine argentino, tan lejano en espacio, brillan por su ausencia. Pero tampoco aparecen los clisés del cine independiente norteamericano de la factoría Redford ni de la comedia escatológico-discriminatoria que tan de moda han puesto los desagradables hermanos Farrelly. Lo mejor, entonces, es la originalidad del film, su alejamiento de convencionalismos pasados y presentes. Y ahí nomás, las actuaciones: Ryan Hurst y Daniela Lunkewitz, con sentidas composiciones, salvan al film del tedio absoluto...fallan varias cosas....el humor –ingrediente indispensable de toda comedia– no funciona casi nunca....el contenido: la idea de que este es un mundo horrible sin importar el género que lo gobierne, con el amor como única salvación posible, si bien esquiva el esquema machismo/feminismo, también carece de profundidad y se agota antes que el espectador se acomode en la butaca....el estilo. Tagliavini hace permanentes esfuerzos por acentuar el tono ligero del film, lo que al principio lo torna agradable, pero con el correr de los minutos uno se pregunta cuándo va a dejar de juguetear con la tontería para subir la apuesta. Esto nunca sucede. Y la impresión a la salida del cine es la del irrecuperable tiempo perdido, tanto de la platea como de la directora."

## Premios y nominaciones
American Latino Media Arts 2002
- Nominada al Premio ALMA a la Película Independiente Sobresaliente

Festival Internacional de Cine de Mar del Plata 2001
- Nominada al Premio a la Mejor Película en la sección Competición

Festival Internacional de Cine y Video Independiente de Nueva York, 2001
- Daniela Lunkewiz ganadora del Premio a la Mejor Actriz
- Mariano Díaz ganador del Premio al Mejor Vestuario
- Gabriela Tagliavini ganadora del Premio al Mejor Director
- Ganadora del premio a Mejor Película de Ciencia Ficción.

No Dance Film Festival 2001
- Scott Kevan ganador del Premio a la Mejor Fotografía
- Gabriela Tagliavini ganaora del premio al Mejor Director

Festival de Cine de Santa Mónica 2001
- Gabriela Tagliavini, ganadora del Premio Moxie! A la Mejor Película de Comedia